# アデア郡 (ケンタッキー州)
アデア郡（英: Adair County）は、アメリカ合衆国ケンタッキー州の南部に位置する郡である。2010年国勢調査での人口は18,656人であり、2000年の17,244人から8.2%増加した。郡庁所在地はコロンビア市（人口4,452人）であり、同郡で人口最大の都市でもある。アデア郡は1801年に設立され、郡名はケンタッキー州議会下院議長を務め、後にケンタッキー州知事（在任1820年-1824年）になったジョン・アデアに因んで名付けられた。
アデア郡にはアメリカでも希少種になったアメリカクリの木が自生している。
郡内のどこにおいてもアルコール飲料の販売が禁止されている「ドライ郡」（禁酒郡）である。ケンタッキー州議会下院では第51選挙区に属し、現在はテイラー郡の郡庁所在地キャンベルズビル出身の共和党員ジョン・"バム"・カーニーが代表である。これまでも常に共和党員を送り出してきた。州上院では第16選挙区に属し、現在は上院議長になっているバークスビル出身のデイビッド・L・ウィリアムズが議員になっている。ウィリアムズの前任者で1974年から1987年まで務めたダグ・モースリーもアデア郡住人だった。

## 歴史
アデア郡は1801年12月11日に、グリーン郡から分離して設立された。翌年コロンビアが郡庁所在地に選定された。郡名はジョン・アデアに因んで名付けられた。アデアは1815年のニューオーリンズの戦いでケンタッキー州の部隊を指揮しており、後には第8代ケンタッキー州知事になった。ケンタッキー州の120郡の中では44番目の成立だった。
1872年4月29日、フランク・ジェイムズとジェシー・ジェイムズの兄弟が入っていたと考えられる5人組のギャングがコロンビア市の銀行から600ドルを奪い、現金出納係R・A・C・マーティンを殺害した。

## 地理
アデア郡はペニーロイヤル地域に属しており、アパラチア山脈の西部にある。アメリカ合衆国国勢調査局に拠れば、郡域全面積は412.23平方マイル (1,067.7 km2)であり、このうち陸地406.84平方マイル (1,053.7 km2)、水域は5.39平方マイル (14.0 km2)で水域率は1.31%である。郡域の40%以上が森に覆われている。
グリーン川が郡の主要河川である。この川がアデア郡とテイラー郡に跨るグリーン川湖州立公園の主要地形であるグリーン川湖に注いでいる。

### 隣接する郡
- テイラー郡 - 北
- ケーシー郡 - 北東
- ラッセル郡 - 東
- カンバーランド郡 - 南
- メトカーフ郡 - 南西
- グリーン郡 - 北西

## 人口動態
以下は2000年国勢調査による人口統計データである。
| 基礎データ - 人口: 17,244人 - 世帯数: 6,747 世帯 - 家族数: 4,803 家族 - 人口密度: 16人/km2（42人/mi2） - 住居数: 7,792軒 - 住居密度: 7軒/km2（19軒/mi2） 人種別人口構成 - 白人: 96.00% - アフリカン・アメリカン: 2.55% - ネイティブ・アメリカン: 0.22% - アジア人: 0.26% - 太平洋諸島系: 0.02% - その他の人種: 0.19% - 混血: 0.76% - ヒスパニック・ラテン系: 0.77% 年齢別人口構成 - 18歳未満: 23.5% - 18-24歳: 10.7% - 25-44歳: 27.7% - 45-64歳: 23.4% - 65歳以上: 14.6% - 年齢の中央値: 37歳 - 性比（女性100人あたり男性の人口） - 総人口: 94.0 - 18歳以上: 91.6 | 世帯と家族（対世帯数） - 18歳未満の子供がいる: 31.5% - 結婚・同居している夫婦: 57.6% - 未婚・離婚・死別女性が世帯主: 10.2% - 非家族世帯: 28.8% - 単身世帯: 26.2% - 65歳以上の老人1人暮らし: 13.0% - 平均構成人数 - 世帯: 2.44人 - 家族: 2.93人 収入と家計 - 収入の中央値 - 世帯: 24,005米ドル - 家族: 29,779米ドル - 性別 - 男性: 23,183米ドル - 女性: 17,009米ドル - 人口1人あたり収入: 14,931米ドル - 貧困線以下 - 対人口: 24.0% - 対家族数: 18.2% - 18歳未満: 29.6% - 65歳以上: 21.7% |

## 経済
アデア郡は農業経済であり、家畜、酪製品、トウモロコシ、タバコを生産している。1960年代には小さな石油ブームが起きた。
郡内には適切な輸送手段が無かったために、郡の発展は20世紀に入るまで遅れた。1973年にカンバーランド・パークウェイが完成し、輸送問題がかなり改善された。

## 祭
- ダウンタウンデイズ[7]、コロンビア市中心街で行われる2日間の祭、パレード、美人コンテスト、ジェイムズ兄弟とヤンガーが行ったコロンビア銀行強盗の再演、5キロマラソン、ペットショー、子供用汽車、遊園地の乗り物、フェースペインティング、大型風船、ライブミュージック、屋台などが出る。

## 都市と町
- コロンビア - 郡庁所在地

### 未編入の町
- ナイフリー - 郡北部、グリーン川の対岸にあり、テイラー郡に近い
- ブリーディング - コロンビア市とバークスビルの間、ケンタッキー州道61号線沿い、カンバーランド郡との郡境に近い
- バートンリッジ - コロンビア市とリバティの間
- ニーツビル - 郡北東部、グリー川に近い、バートンリッジとペリートンの間、開拓者ルドルフ・ニートに因む命名
- ペリートン
- スパークスビル - コロンビア市とバークスビルの間、ブリーディングの手前

## 教育
郡内の公共教育はアデア郡教育学区が管轄している。小学校2校、中学校1校、高校1校が入っている。